# 陸垹
陸垹（1497年—1550年），字秀卿，號簣齋，浙江嘉兴府嘉善县人，民籍，明朝政治人物。

## 生平
嘉靖元年（1522年）壬午科應天鄉試舉人，五年（1526年）丙戌科二甲第十七名進士。初任南京刑部主事，父喪丁憂，服闋，補北刑部，又乞改任南京，历任南兵部武库司郎中，出为常德府知府，调任武昌府、岳州府。二十四年（1545年）七月经湖广巡按御史伊敏生举荐，明世宗认为陆垹有救荒实政，诏升四品京堂官，二十五年（1546年）五月升太仆寺少卿，加御史俸一等，二十七年（1548年）正月升南京鸿胪寺卿，轉南京光禄寺卿，三十年（1551年）四月升都察院右佥都御史、巡抚河南，赴任不久因病乞休归，归三月，二十九年（1550年）十一月卒于家，享年五十五。著有《篑山集》十二卷、《风雅輯略》等。

## 家族
原为潁州人，七世祖勝二在元末避乱，徙居嘉善，至玄孫陸耘以義旌門，始称大家。陸耘生陸畦，陸畦生陸鵾，贈刑部郎中。陸鵾娶陶氏，生陸垹。
陸垹二子：長子敷錫，國子生。次子陆仲锡，以贫贱终身。